# 부역황책
황책(黃冊)은 명대(明代)에 시행된 일종의 호적으로, 동시에 전부(田賦)·요역(徭役)을 할당하는 근거가 되므로 부역황책(賦役黃冊)이라고도 한다. 1381년에 처음 시작되어, 1399-1402년의 전란을 제외하면 꾸준히 지속되어 1642년에 마지막으로 시행되기까지 모두 27회 작성되었다. 1645년 청나라가 난징을 점령했을 때 모두 불에 타버렸고, 현재 남아있는 것은 없다. 황책의 내용을 허위로 기재하거나 혹은 장부를 늦게 제출하는 경우 엄격한 처벌이 규정되어 있었지만, 지방의 세금이 증가할 것을 우려하여 수치를 고치지 않았거나, 결손 혹은 파손되었거나, 오류가 있어 수정을 요구하였지만 개정되지 못한 등의 이유로 후대에 가면 기록은 대단히 불완전해졌다. 근대적인 인구조사의 형태와 유사하기는 하지만 본질적으로 세금을 부과할 수 있는 과세 대상을 조사하였던 것이며 때문에 이것을 당시 명나라의 실제 인구통계로 착각해서는 안된다.
황책제도는 청나라(淸)에도 이어졌지만, 황책은 난징이 아닌 베이징에 보관되었다.

## 작성 과정
황책의 작성은 이갑(里甲)의 재편성과 대응하여 10년마다 행해졌고, 1381년(홍무 14년)에 처음으로 작성되어 종전의 호첩(戶帖)을 대체하였다. 각 호(戶)에 속한 가족의 적관(籍貫)·인구(人口)·성명·연령·재산·직업 등을 기입하였다. 모두 4부의 장부를 작성하여, 1부는 현(縣)에, 1부는 부(府)나 주(州)에, 1부는 포정사(布政司)에 보관하고, 마지막 1부는 중앙의 호부(戶部)에 보냈다. 호부에서는 이를 난징(南京)의 후호(後湖) 가운데 5개의 섬에 위치한 창고에 나눠져 수납 보관했는데, 그 표지를 황색종이로 했기 때문에 황책이라는 이름이 붙었으며, 또한 과거의 왕조들이 성인 남성만을 대상으로 하였던 것과 달리 황구(黃口)를 모두 포함시켰기 때문에 황책이라고 불렀다고도 한다. 현과 부·주, 포정사에서 보관하는 장부는 푸른색 종이를 표지로 했다.
황책의 작성 과정에는 국자감(國子監)의 학생들이 동원되었다. 1381년 처음 조사를 시행하였을 때 국자감의 학생 50명을 동원하기 시작하였으며, 그 이후로 장부를 접수·분류·검토·보관의 과정에 국자감의 학생을 사용하였다. 1391년에 두번째 조사가 이루어졌을 때 국자감생의 수는 1,200명으로 증가하였다.  그 외에도 잡노동에 사용된 인력을 포함하면 조사가 시행된 해에 후호에서 작업하던 인원은 모두 1,400명 정도가 달했다.

## 황책의 보관
1381년에 처음 작성되었을 때부터 매 번 조사할 때마다 6만 권의 기록이 축적되어 1482년에는 후호의 창고가 285개로 증가하였다. 1612년에 전체 창고의 수는 667개로 증가하였으며 전체 기록의 양은 153만 권에 도달했다. 한 연구에 따르면 명나라의 마지막 인구조사가 이루어졌을 때는 700여개의 창고에 170여 만 권에 달했을 것으로 추측된다.
중앙 정부에서는 매 번 조사가 이루어질 때마다 모든 기록을 보관하였지만, 보관의 어려움 때문에 지방 정부에서는 해당 회차에 이루어진 장부만을 보관하였다. 난징에 위치한 황책은 청나라가 점령하였을 때 모두 불에 타 사라졌지만 지방에서 보관하고 있던 장부 중 일부가 발견된 것이 있다.
- 중국사회과학원역사연구소(中國社會科學院曆史研究所) 소장본《永樂至宣德徽州府祁門縣李務本戶黃冊抄底》，《崇禎十四年祁門洪公壽戶清冊供單》
- 상해도서관(上海圖書館) 소장본《嘉靖四十一年嚴州府遂安縣十八都下一圖黃冊原本》
- 중국국가도서관(中國國家圖書館) 소장본《萬曆二十年嚴州府遂安縣十都上一圖五甲黃冊殘件》
- 중국국가박물관(中國國家博物館) 소장본《永樂徽州府歙縣胡成祖等戶黃冊抄底殘件》，《天啟二年徽州府休寧縣二十四都一圖五甲黃冊草冊》，《崇禎五年徽州府休寧縣十八都九圖黃冊殘篇》，《崇禎十五年徽州府休寧縣二十五都三圖二甲黃冊底籍》，
- 북경대학도서관(北京大學圖書館) 소장본《成化嘉興府嘉興縣清冊供單殘件》
- 안휘성박물관(安徽省博物館) 소장본《萬曆十年至四十年徽州府休寧縣二十七都五圖黃冊底籍》

## 같이 보기
- 홍무제
- 어린도책
- 호적